# Pajtim Statovci
Pajtim Statovci (Kosovo, 1990) è uno scrittore finlandese.

## Biografia
Nato in Kosovo nel 1990, allora regione autonoma della Jugoslavia, è uno scrittore finlandese di origini albanesi. La sua famiglia si è trasferita in Finlandia per fuggire dalla guerra quando lui aveva due anni.
Era ancora uno studente quando, nel 2014, ha pubblicato Kissani Jugoslavia (L'ultimo parallelo dell'anima), un romanzo ambientato negli anni Ottanta che, con l'aiuto di due storie alternate, mescola i temi dell'omosessualità e dell'integrazione degli immigrati nella società finlandese. L'opera, che risente dell'influenza de Il Maestro e Margherita di Mikhail Bulgakov, ha vinto il premio letterario Helsingin Sanomat del 2014 e ha raggiunto il successo internazionale. Nel 2024 il libro viene ripubblicato in Italia con il titolo Il mio gatto Jugoslavia.
Nel 2017 ha conseguito un Master of Arts all'Università di Helsinki in letterature comparate e in seguito ha studiato sceneggiatura all'Università Aalto. 
Tiranan Sydän (Le transizioni), il suo secondo romanzo, ha vinto il Toisinkoinen Literature Prize nel 2016 e nel 2018 gli è stato assegnato il l'Helsinki Writer of the Year Award. 
Nel 2019 è uscito il suo terzo romanzo, Bolla (Gli invisibili), a cui è stato conferito il prestigioso Premio Finlandia, consacrando l'autore come il più giovane vincitore di tutti i tempi.

## Opere

### Romanzi
- L'ultimo parallelo dell'anima [Kissani Jugoslavia], traduzione di Nicola Rainò, Torino, Frassinelli, 2016  [2014],  p. 265, ISBN 9788870916874.
  - nuova edizione sotto il titolo Il mio gatto Jugoslavia, collana Il contesto, tr. it. a cura di Nicola Rainò, 2024, Palermo, Sellerio, 2024, pp. 304, ISBN 8838946078.
- Le transizioni [Tiranan Sydän], collana Il contesto, traduzione di Nicola Rainò, Palermo, Sellerio, 2020  [2016],  p. 275, ISBN 8838939799.
- Gli invisibili [Bolla], collana Il contesto, traduzione di Nicola Rainò, Palermo, Sellerio, 2021  [2019],  p. 232, ISBN 8838942293.

## Premi e riconoscimenti
- Premio Finlandia: vincitore 2019 con Gli invisibili.
- Premio Internazionale Bottari Lattes Grinzane:  vincitore 2022 con Gli invisibili[6].